# Terremoto del Cansiglio del 1936
Il terremoto del Cansiglio del 1936 avvenne il 18 ottobre 1936 in un'area compresa tra le province di Belluno, Treviso e Pordenone, nell'Italia settentrionale. Il sisma causò notevoli danni e 19 vittime, mentre rimane ignoto il numero di feriti.

## Sisma
La principale scossa si verificò poche ore prima dell'alba, alle 4:10 del mattino, con epicentro sull'altopiano del Cansiglio, tra gli abitati di Fiaschetti, Stevenà e Villa di Villa. Il sisma venne preceduta qualche ora prima da una piccola scossa precorritrice.
Il terremoto ebbe una magnitudo relativamente moderata (5,9 sulla scala Richter), ma ebbe effetti gravi classificati al IX grado (Violento) della scala Mercalli. L'altopiano del Cansiglio è un altopiano agricolo, dove gli edifici dell'epoca erano per lo più realizzati in materiali poveri e con tecniche costruttive tradizionali: per tale motivo i paesi vicini all'epicentro subirono ingenti danni, con la maggior parte degli edifici distrutti o resi inabitabili.
Il terremoto fu avvertito in tutta l'Italia settentrionale, oltre che in Slovenia, Austria e Svizzera. Alcune fonti riportano l'assenza di vittime, mentre altre registrarono 19 morti. Nei giorni successivi si verificarono frequenti scosse di assestamento, di cui l'ultima avvenuta nel mese di marzo 1937.
L'ipocentro fu stimato alla profondità di 15-18 km, molto inferiore rispetto alla media di 37-51 km dell'attività sismica tipica della zona. La stima è peraltro controversa, poiché nel 1946, utilizzando un approccio macrosismico, venne ricalcolata a 43 km di profondità, mentre gli ultimi studi hanno convalidato la stima iniziale.
La regione settentrionale del Cansiglio, chiamata Conca d'Alpago, subì anch'essa gravi danni: il 50-70% degli edifici di Puos d'Alpago e Cornei ebbero gravissimi danni e divennero inagibili.
Il terremoto causò danni a Sacile (dove venne lesionata la Torre dei Mori, poi abbattuta) e a Polcenigo (chiesa e campanile di San Floriano), oltre a Vittorio Veneto e nelle valli del Livenza e del Meschio, con molte abitazioni danneggiate. Belluno, Conegliano e San Vito al Tagliamento, insieme ad altre 40 comuni più piccoli, registrarono alcuni danni e il crollo di pochi edifici. Nelle città di Bolzano e Venezia si verificarono crolli di intonaco e camini.
Ceneda, frazione di Vittorio Veneto, fu duramente colpita con quattro edifici collassati, 40 in condizioni critiche e oltre 300 con necessità di restauro. Il seminario subì danni talmente gravi che dovette essere parzialmente demolito; altri gravi danni riguardarono molti edifici pubblici, come la cattedrale, la stazione dei Carabinieri, l'Ufficio delle entrate e il municipio. L'ammontare dei danni fu stimato in 4 milioni di lire dell'epoca. A causa degli ingenti danni subiti, Vittorio Veneto fu successivamente aggiunto, insieme ad alcuni comuni limitrofi, all'elenco delle città a rischio sismico.
La ricostruzione, supervisionata dal prefetto Aldo Marinotti, fu lenta e richiese più di due anni.

## Eventi precedenti
Il 29 giugno 1873 si era già verificato nella zona il grave terremoto dell'Alpago, che aveva danneggiato molte città e paesi, inclusa Belluno e la sua provincia, con un bilancio di 40 morti. Nelle altre province si registrarono 54 vittime, di cui 38 persone furono uccise dal crollo del tetto della chiesa di San Pietro di Feletto durante la messa del mattino.
Secondo uno studio del 1980, il tempo di ritorno di un sisma con intensità fino all'VIII grado della scala Mercalli è stimato in circa 50 anni, mentre quello di un evento del VII-IX MCS è di circa 150 anni.